# Shaw's Road
Shaw's Road (en gaèlic irlandès Bóthar Seoighe) també conegut com a Pobal Feirste (Comunitat Farset) i The Irish Houses és una petita Gaeltacht (zona de parla gaèlic irlandès) a Belfast, comtat d'Antrim, Irlanda del Nord.
La Gaeltacht fou fundada en 1969 quan cinc famílies de Belfast construïren llurs cases plegats en un nou desenvolupament al carrer. La comunitat s'ha expandit a través dels anys i ara hi ha 22 cases a la Gaeltacht.
En 1971 un grup de pares de la Gaeltacht establiren la primera escola en irlandès a Irlanda del Nord. Després de molts turbulències durant el conflicte d'Irlanda del Nord i una llarga campanya, l'escola va rebre reconeixement oficial del Departament d'Educació d'Irlanda del Nord en 1985. L'escola ha crescut ràpidament i ja no està sota l'administració directa de la Gaeltacht, però encara s'ensenya en irlandès i hi assisteixen uns 350 estudiants.
La Gaeltacht de Shaw té una forta cultura de música tradicional, dansa i drama i el gaèlic irlandès continua sent la llengua habitual de comunicació entre els residents.
Sovint hi ha confusió entre la Gaeltacht de Shaw's Road i el Gaeltacht Quarter a West Belfast, que és un projecte reelacionat, però més recent i diferent situat al centre del districte de Falls Road. La Gaeltacht de Shaw's Road és a la vora d'Andersonstown.